# Juridisch-Politischer Leseverein
Der 1841 von Johann Baptist und seinem Bruder Michael Bach gegründete Juridisch-Politische Leseverein war eine Vereinigung von Beamten, Juristen und Professoren in Wien. Ein bekanntes Mitglied war Ludwig von Löhner.
Die Mitglieder betrachteten den Leseverein als Diskussionsforum der liberalen gebildeten zweiten Gesellschaft und suchten im Vorfeld der Revolution von 1848 einen staatsloyalen gesellschaftlichen Konsens zu finden. Die Teilnehmer und Interessierte gründeten parallel dazu am 11. März 1848 die Bürgerpetition in Wien. Letztere beruhte auf der Forderung des Advokaten Alexander von Bach nach Offenlegung der Staatsfinanzen und Achtung der Menschenrechte. Diese wurde am 11. März 1848 dem Ausschuss übermittelt, der die niederösterreichische Ständeversammlung vorbereitete.
Später erfolgte die Spaltung des Juridisch-Politischen Lesevereins, aus dem sich andere juristische Vereine bildeten.
Der Juridisch-Politische Leseverein ist als einer der ältesten Vereine Österreichs auch noch im 21. Jahrhundert aktiv; er gibt in enger Zusammenarbeit mit der Rechtsanwaltskammer Wien rechtshistorische Werke heraus und verleiht Journalistenpreise.